# NGC 4005
NGC 4005 (ook: NGC 4007) is een spiraalvormig sterrenstelsel in het sterrenbeeld Leeuw. Het hemelobject werd op 6 april 1785 ontdekt door de Duits-Britse astronoom William Herschel.

## Synoniemen
- UGC 6952
- MCG 4-28-107
- ZWG 127.120
- PGC 37661